# Diplommatina ringens
Diplommatina ringens là một loài ốc trong họ Diplommatinidae. Đây là loài đặc hữu Palau.